# Darlin' (Beni)
Darlin' è un brano musicale della cantante giapponese j-pop Beni, pubblicato come terzo singolo estratto dall'album Fortune il 12 ottobre 2011. Il singolo è arrivato sino alla settantaquattresima posizione della classifica Oricon dei singoli più venduti in Giappone.

## Tracce
CD Singolo UPCH-80251
1. Darlin'
2. Suki Dakara. (BACHLOGIC REMIX) (好きだから。; I Love You Therefore)
3. Anything Goes!! (DJ cool-k REMIX)
4. Darlin' (Instrumental)

## Classifiche
| Classifica (2011) | Posizione più alta |
| ----------------- | ------------------ |
| Giappone (Oricon) | 74                 |